# Takovo (gmina Ub)
Takovo (cyr. Таково) – wieś w Serbii, w okręgu kolubarskim, w gminie Ub. W 2011 roku liczyła 883 mieszkańców.